# Aïn Diss
Aïn Diss est une commune de la wilaya d'Oum El-Bouaghi en Algérie.

## Géographie

### Localités de la commune
La commune de Aïn Diss est composée de 8 localités :
- Centre Bir Amar
- El Hassi
- Bir Bouamza
- Ain Charef
- El Ghedir
- Lemoullah
- El Gorzi
- Bekoula